# Семейка Бигфутов
«Семейка Бигфутов» (фр. Bigfoot Family) ー франко-бельгийский CGI-анимационный фильм от режиссёров Бена Стассена и Жереми Дегрусона. Продолжение анимационной комедии «Стань легендой! Бигфут Младший».
Мировая премьера фильма состоялась 15 июня 2020 года на Международном фестивале анимационных фильмов в Анси (Франция), где картина заработала номинацию в категории «Лучший полнометражный анимационный фильм». В России фильм выйдет в онлайн-кинотеатрах 5 декабря.

## Сюжет
Все семьи разные, но эта — самая разношерстная. Папа когда-то превратился в Бигфута, сын унаследовал его суперспособности и умение понимать язык животных, так ещё и в доме вместе с ними и мамой живёт целый зоопарк — огромный медведь, неутомимая белка и беспокойный енот со множеством очаровательных детенышей. Когда же уникальному заповеднику на Аляске понадобится помощь, вся семейка Бигфутов отправится в большое путешествие и покажет всему миру, на что способна их команда…

## Производство
Производство фильма началось незадолго до выхода седьмого фильма студии nWave «Королевский корги». Рабочие материалы были показаны в 2020 году на Парижском цифровом саммите.

## Музыка
После успешной работы над фильмом «Стань легендой! Бигфут Младший» музыкальный коллектив Puggy согласился на запись саундтрека к сиквелу. Сингл Out in the Open был создан Puggy совместно с Сильви Оаро.

## Маркетинг
Локализованный трейлер фильма был опубликован в интернете 20 августа 2020 года.